# Orquestra automática

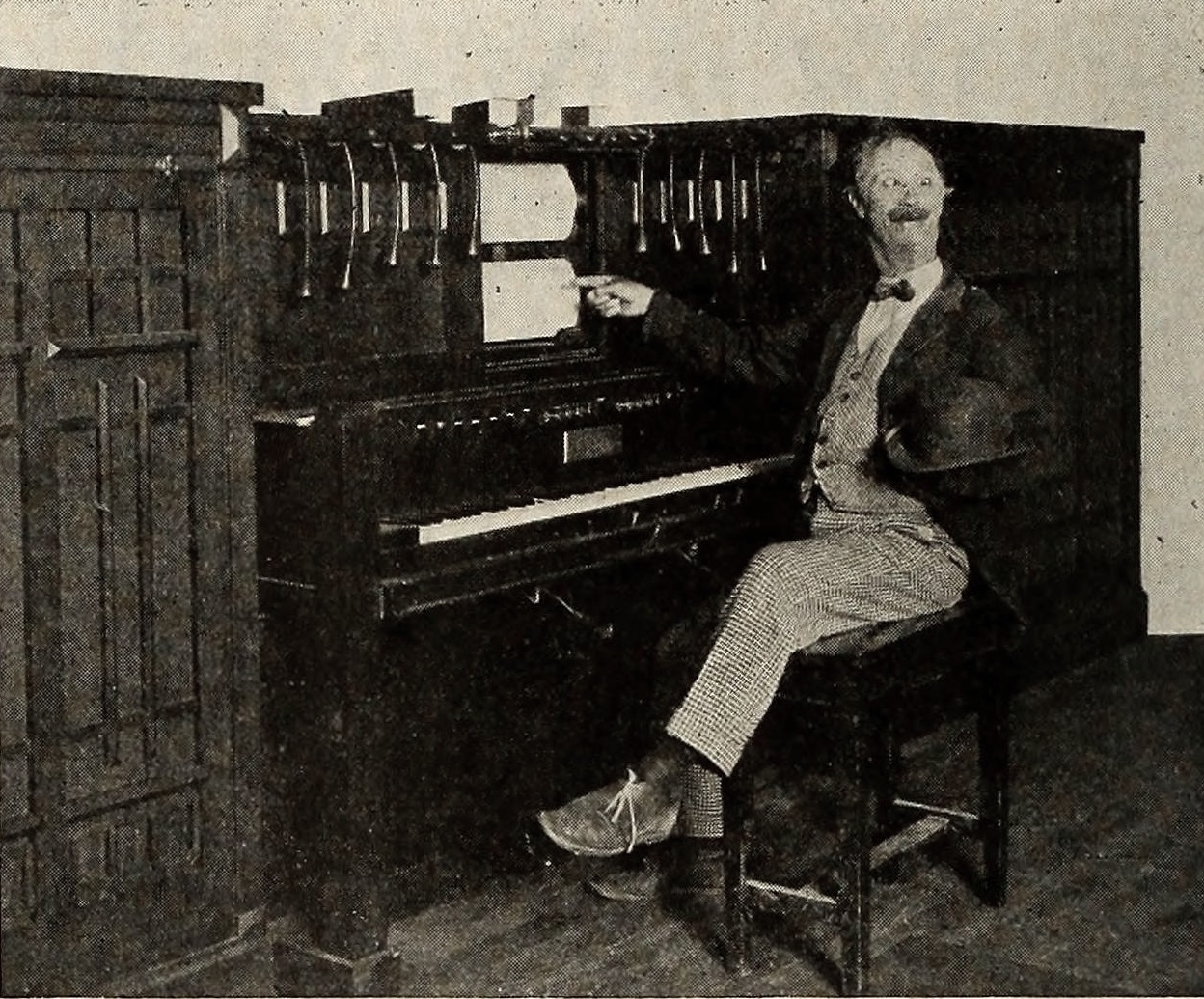
Ben Turpin e um aparelho de orquestra automática, entre junho e agosto de 1922

A orquestra automática, também conhecida como photoplayer, é uma orquestra mecânica automática, empregada por salas de cinema do início do século XX, para a produção de música incidental, trilhas sonoras e temas especificamente escritos para o acompanhamento de filmes mudos.

## História
A origem da orquestra automática foi inspirada por um desentendimento entre o proprietário de um cinema e sua banda, formada por três músicos. Em 1908, no cinema Palace de Tamworth, em Staffordshire, Inglaterra, o proprietário encomendou um piano elétrico com seis tubos de órgão, e demitiu sua banda logo depois que a máquina chegou. Com o tempo, alguns destes instrumentos foram ampliados, com órgãos de tubos e dispositivos para criação de efeitos sonoros, instalados em gabinetes conectados, permitindo a criação de múltiplos sons para coincidir com as ações na tela, e dando origem à orquestra automática.
A novidade não fez sucesso na Inglaterra, mas teve grande aceitação nos Estados Unidos, onde cursos universitários foram criados em todo o país, com o intuito de ensinar os músicos a complementar eficazmente as imagens na tela com os sons das orquestras automáticas.
Entre os anos de 1910 e 1928, durante a época de ouro do cinema mudo, estima-se que tenham sido fabricadas entre 8 000 e 10 000 orquestras automáticas, superando até mesmo os órgãos de teatro. Cerca de uma dúzia de fabricantes produziram os equipamentos, dentre eles a American Photo Player Company, que desenvolveu o Fotoplayer, a Operators Piano Company, de Chicago, que criou o Reproduco, a Bartola Musical Instrument Company, de Oshkosh, Wisconsin, fabricante do Bartola, a Seeburg Corporation e a Wurlitzer.
Por volta de meados da década de 1920, a popularidade das orquestras automáticas decaiu drasticamente, devido à ascensão dos filmes sonoros. Atualmente, há apenas algumas destas máquinas ainda em condições de uso.

## Operação
A orquestra automática é composta de piano e um instrumento de percussão, sendo alguns dos modelos também equipados com órgãos e métodos adicionais empregados para a criação manual de efeitos sonoros.  Assim como ocorre com as pianolas, em uma orquestra automática a música do piano é reproduzida automaticamente, através da leitura de rolos de papel perfurado, com a diferença de que as orquestras automáticas podem conter dois rolos, um sendo reproduzido enquanto o outro é preparado, para mudanças nas cenas de um filme.
Baús laterais, acoplados ao console do piano, contêm tambores, xilofones, sirenes, blocos de madeira, triângulos, tubos de órgão e pratos. Efeitos sonoros, incluindo sirenes, buzinas de trem, estrondos, tiros e campainhas, eram todos ativados puxando-se cordões de couro no console do piano, apelidados de "rabos de vaca".
Dentre os efeitos sonoros mais comuns estavam tiros, sinos e tambores. Alguns dos aparelhos de orquestra automática também apresentam efeitos sonoros elétricos, como sirenes e buzinas de automóveis.
Dado que o piano reproduz a música automaticamente, o operador de orquestra automática deve carregar os rolos de papel perfurado, ligar a máquina e adicionar os efeitos sonoros e a percussão puxando manualmente os cordões.

## Links externos
- Revista de Vaudeville de Glenwood Wurlitzer
- Joe Rinaudo tocando o Fotoplayer, em "California's Gold com Huell Howser"
- Silent Cinema Society - American Fotoplayer
- Museu de Turismo do Tesouro Americano - Seeburg "R" Fotoplayer
- Restored American Fotoplayer narrates One Week (uninterrupted performance)